# Natalia Gemperle
Natalia Gemperle, född 9 december 1990, är en schweizisk orienterare. Hon tävlar primärt för den schweiziska klubben OLK Argus och för den svenska klubben Alfta-Ösa OK. Gemperle var tidigare rysk medborgare men bytte 2022 sitt ryska medborgarskap mot ett schweiziskt. Hon hade redan då bott Schweiz i många år.
Hon tävlar för den svenska klubben Alfta-Ösa OK, schweiziska OLK Argus och schweiziska landslaget. Hon har tidigare representerat Vladimirskaya oblast och Angelniemen Ankkuri. Gemperle är världsmästare i orientering, både individuellt och i stafett.

## Idrottskarriär
Natalia Gemperle slog igenom stort bland världseliten vid VM i Strömstad-Tanum, Sverige 2016. Först tog hon en överraskande bronsmedalj på medeldistansen bakom hemmafavoriten Tove Alexandersson och norskan Heidi Østlid Bagstevold. På långdistansen två dagar senare ledde Gemperle loppet, men fick till sist besegras av Alexandersson igen och därmed nöja sig med silver. På den sista dagen av världsmästerskapen hjälpte Gemperle till att ta Rysslands första VM-guld någonsin i damstafetten. Hon sprang den tredje och sista etappen för det vinnande ryska laget. Anastasia Rudnaya sprang första sträckan och Svetlana Mironova sprang andra sträckan, innan Gemperle avgjorde stafetten till Rysslands fördel i sista sträckan. Vid VM 2018 i Lettland blev Gemperle individuell världsmästare för första gången i sin karriär. Den 7 augusti 2018 vann hon världsmästerskapen på medeldistans med en minut och trettio sekunder till finska Marika Teini. Gemperle var ankarkvinna i det ryska laget som tog bronsmedaljen i stafetten på den sista tävlingsdagen vid Lettlands VM.
Från EM i orientering har Gemperle guld från sprintstafetten vid EM i Jesenik, Tjeckien 2016. Hon har även två stafettbrons. Hon vann dessa i Portugal 2014 och i Tjeckien 2016. Vid Orienterings-VM 2016 i Strömstad tog hon silvermedalj på långdistans, brons på medeldistans och guld med det ryska stafettlaget.
Den 17 juni 2017 var Gemperle ankare i Alfta-Ösas lag som vann Venla för första gången i den svenska orienteringsklubbens historia. Gemperle sprang sista etappen i laget som annars bestod av Galina Vinogradova, Josefine Heikka och Sara Eskilsson.
Den 25 augusti 2017 vann Gemperle sin första världscupseger när hon kom överst på medeldistansen i världscupomgång 3 i Cēsis, Lettland. Hon vann med 25 sekunders marginal till schweiziska Sabine Hauswirth. Hon slutade tvåa i världscupen totalt 2017 och trea totalt 2018. Hon deltog i världsspelen 2017 i Wrocław (Polen) och vann silver på medeldistansloppet och brons i mixed stafett.
Vid Orienterings-VM 2017 i Tartu vann hon brons på långdistans, silver i sprint och silver med det ryska stafettlaget.
Året därpå blev hon världsmästare på medeldistans vid Orienterings-VM 2018 i Riga. Hon vann brons med det ryska stafettlaget.
Vid Orienterings-VM 2019 i Østfold tog hon brons på medeldistans och brons med det ryska stafettlaget. I Doksy vann hon silver i både sprint och långdistans vid världsmästerskapen i orientering 2021.

## Konvertering från Ryssland till Schweiz
2016 gifte Gemperle sig med den schweiziske orienteringstränaren Rolf Gemperle, tidigare huvudtränare för det österrikiska landslaget. Gemperle breömmer Rolf för att ha förbättrat hennes orientering till den nivå som krävs för att tävla om medaljer. Som gift flyttade Gemperle till Hallwil i Schweiz. Efter inledningen av den ryska invasionen av Ukraina, den 28 februari 2022, förbjöd IOK Ryssland och Belarus och rekommenderade att andra internationella idrottsarrangörer skulle göra detsamma, vilket ledde till att Internationella orienteringsförbundet förbjöd idrottare från dessa länder.
Gemperle blev berättigad till schweiziskt medborgarskap 2022, vilket enligt World Athletics beviljades före den 11 januari 2022, och fick sitt pass i mars 2022. Gemperle kunde dock inte tävla för Schweiz i orientering förrän 2023 på grund av IOF-landsreglerna. Hon tävlade för Ryssland i ett världsrankningsevenemang i Turkiet i början av 2022. Hon planerade att byta till Schweiz redan före den ryska invasionen av Ukraina. 
Trots att hon var avstängd från orientering kunde Gemperle fortfarande tävla för Schweiz i friidrott under 2022, där hon kom 7:a vid EM i Mountain Running Up & Down Senior Race.

## Tävlan för Schweiz
Gemperle gjorde sin debut för Schweiz 2023. Under sitt första valbarhetsår vann Gemperle en silvermedalj på medeldistans vid världsmästerskapen i orientering som hölls i Schweiz, och var också en del av det schweiziska stafettlaget som vann silvermedaljerna. Vid orienterings-VM 2023 i Flims tog hon silver på medeldistans. I stafetten tävlade hon för första gången efter nationsbytet med det schweiziska laget och vann silver. Hon vann sin första guldmedalj för Schweiz med det schweiziska sprintstafettlaget i 2024 World Orienteering Championships.
Gemperle vann en silvermedalj på medeldistans vid EM 2024 i orientering i Ungern, efter Simona Aebersold.